# Очеретянка-куцохвіст
Очеретянка-куцохвіст (Urosphena) — рід горобцеподібних птахів родини Cettiidae. Містить 3 види.

## Поширення
Представники роду поширені у Східній та південно-Східній Азії, а один вид — в Центральній Африці.

## Опис
Представники роду схожі на Cettia, але мають коротші хвости. Зазвичай ці очеретянки мають коричневе забарвлення у верхній частині тіла і світлішо-коричневе, сіре або жовтувате у нижній.

## Види
- Очеретянка-куцохвіст далекосхідна (Urosphena squameiceps)
- Очеретянка-куцохвіст тиморська (Urosphena subulata)
- Очеретянка-куцохвіст борнейська (Urosphena whiteheadi)